# Fußball-Club St. Pauli von 1910 1994-1995
Questa voce raccoglie le informazioni riguardanti il Fußball-Club St. Pauli von 1910 nelle competizioni ufficiali della stagione 1994-1995.

## Stagione
Nella stagione 1994-1995 il St. Pauli, allenato da Uli Maslo, concluse il campionato di 2. Bundesliga al 2º posto e fu promosso in Bundesliga. In Coppa di Germania il St. Pauli fu eliminato ai quarti di finale dal Kaiserslautern.

## Rosa
| N. |                     | Ruolo | Calciatore         |
| -- | ------------------- | ----- | ------------------ |
| 1  | Germania (bandiera) | P     | Klaus Thomforde    |
| 2  | Germania (bandiera) | D     | André Trulsen      |
| 3  | Germania (bandiera) | C     | Jürgen Gronau      |
| 4  | Germania (bandiera) | D     | Dieter Schlindwein |
| 5  | Germania (bandiera) | C     | Dirk Dammann       |
| 6  | Germania (bandiera) | D     | Torsten Fröhling   |
| 7  | Polonia (bandiera)  | C     | Dariusz Szubert    |
| 8  | Germania (bandiera) | D     | Stephan Hanke      |
| 10 | Germania (bandiera) | C     | Carsten Pröpper    |
| 11 | Russia (bandiera)   | A     | Yuriy Savichev     |
| 12 | Germania (bandiera) | P     | Frank Böse         |

| N. |                     | Ruolo | Calciatore          |
| -- | ------------------- | ----- | ------------------- |
| 13 | Germania (bandiera) | A     | Jens Scharping      |
| 15 | Germania (bandiera) | C     | Christian Springer  |
| 16 | Brasile (bandiera)  | A     | Leonardo Manzi      |
| 18 | Germania (bandiera) | C     | Oliver Schweißing   |
| 19 | Germania (bandiera) | A     | Kay Stisi           |
| 20 | Germania (bandiera) | A     | Martin Driller      |
| 21 | Germania (bandiera) | D     | Holger Stanislawski |
| 22 | Germania (bandiera) | C     | Andreas Mayer       |
|    | Germania (bandiera) | P     | René Müller         |
|    | Germania (bandiera) | C     | Bernd Hollerbach    |
|    | Germania (bandiera) | A     | Niclas Weiland      |

## Organigramma societario
Area tecnica
- Allenatore: Uli Maslo
- Allenatore in seconda:
- Preparatore dei portieri:
- Preparatori atletici: Ronald Wollmann

## Calciomercato

### Sessione estiva
| Acquisti | Acquisti          | Acquisti          | Acquisti |
| R.       | Nome              | da                | Modalità |
| -------- | ----------------- | ----------------- | -------- |
| D        | Stephan Hanke     | Bayer Leverkusen  |          |
| P        | René Müller       | Dinamo Dresda     |          |
| A        | Yuriy Savichev    | Saarbrücken       |          |
| C        | Oliver Schweißing | Concordia Amburgo |          |
| C        | Dariusz Szubert   | Pogoń Stettino    |          |
| A        | Niclas Weiland    | Hannover 96       |          |

| Cessioni | Cessioni       | Cessioni          | Cessioni |
| R.       | Nome           | a                 | Modalità |
| -------- | -------------- | ----------------- | -------- |
| C        | Martino Gatti  | TeBe Berlino      |          |
| C        | Thomas Goch    | Oldenburg         |          |
| A        | Ari Hjelm      | Ilves             |          |
| A        | Marcus Marin   | Sion              |          |
| P        | Andreas Reinke | Kaiserslautern    |          |
| A        | Markus Sailer  | Kickers Stoccarda |          |

### Sessione invernale
| Acquisti | Acquisti   | Acquisti   | Acquisti |
| R.       | Nome       | da         | Modalità |
| -------- | ---------- | ---------- | -------- |
| P        | Frank Böse | 93 Amburgo |          |

| Cessioni | Cessioni | Cessioni | Cessioni |
| R.       | Nome     | a        | Modalità |
| -------- | -------- | -------- | -------- |

## Risultati

### 2. Bundesliga

#### Girone di andata
| Amburgo 20 agosto 1994, ore 15:30 CEST 1ª giornata | St. Pauli | 0 – 0 referto | Wolfsburg | Millerntor-Stadion (15 438 spett.)\| Arbitro: \| Habermann \| |
| Arbitro:                                           | Habermann |               |           |                                                               |

| Arbitro: | Kiefer |

|                                    |           |  |
| Lange 58’ Beinlich 64’ Küntzel 75’ | Marcatori |  |

| Arbitro: | Wiesel |

|               |           |              |
| Scharping 37’ | Marcatori | 55’ Järvinen |

| Arbitro: | Merk |

|                                     |           |                         |
| Sievers 10’ Rauffmann 24’ Myyry 55’ | Marcatori | 64’ Szubert 82’ Driller |

| Arbitro: | Fleischer |

|                               |           |                        |
| Savichev 70’ Stanislawski 79’ | Marcatori | 39’ Bärwolf 54’ Pinder |

| Arbitro: | Fischer |

|  |           |                |
|  | Marcatori | 60’ Schweißing |

| Amburgo 30 settembre 1994, ore 20:00 CET 7ª giornata | St. Pauli | 0 – 0 referto | Chemnitz | Millerntor-Stadion (14 168 spett.)\| Arbitro: \| Best \| |
| Arbitro:                                             | Best      |               |          |                                                          |

| Arbitro: | Scheuerer |

|           |           |                              |
| Simon 80’ | Marcatori | 2’ Savichev 49’ (aut.) Tomaš |

| Arbitro: | Leimert |

|                                                       |           |             |
| Driller 7’ Schweißing 35’ Hollerbach 68’ Savichev 77’ | Marcatori | 23’ Leśniak |

| Arbitro: | Domurat |

|  |           |              |
|  | Marcatori | 71’ Savichev |

| Arbitro: | Aust |

|                                          |           |                                   |
| Driller 3’ Savichev 35’ Brand 74’ (aut.) | Marcatori | 14’ Gunnlaugsson 29’ Gunnlaugsson |

| Arbitro: | Koop |

|             |           |              |
| Richter 41’ | Marcatori | 25’ Savichev |

| Arbitro: | Müller |

|                                   |           |                       |
| Schlindwein 18’ (aut.) Präger 73’ | Marcatori | 15’ Szubert 85’ Mayer |

| Arbitro: | Fleske |

|                                        |           |                |
| Dammann 25’ Driller 50’ Hollerbach 63’ | Marcatori | 37’ Neustädter |

| Zwickau 26 novembre 1994, ore 14:00 CET 15ª giornata | Zwickau | 0 – 0 referto | St. Pauli | Westsachsenstadion (6 979 spett.)\| Arbitro: \| Wagner \| |
| Arbitro:                                             | Wagner  |               |           |                                                           |

| Arbitro: | Casper |

|                                      |           |  |
| Scharping 6’ Driller 29’ Szubert 90’ | Marcatori |  |

| Arbitro: | Dörr |

|         |           |                                                           |
| Rus 23’ | Marcatori | 33’ Trulsen 39’ (aut.) Ruoff 75’ Scharping 86’ Hollerbach |

#### Girone di ritorno
| Arbitro: | Casper |

|             |           |                     |
| Meißner 39’ | Marcatori | 58’ (aut.) Dammeier |

| Arbitro: | Dardenne |

|                            |           |  |
| Savichev 30’ Scharping 55’ | Marcatori |  |

| Arbitro: | Habermann |

|                           |           |               |
| Dehoust 70’ Wagenhaus 90’ | Marcatori | 61’ Scharping |

| Arbitro: | Fröhlich |

|                           |           |              |
| Trulsen 71’ Scharping 84’ | Marcatori | 39’ Szewczyk |

| Arbitro: | Frey |

|                   |           |  |
| Heidrich 58’, 88’ | Marcatori |  |

| Arbitro: | Kiefer |

|                          |           |           |
| Pröpper 22’ Savichev 27’ | Marcatori | 12’ Voigt |

| Arbitro: | Friedrichs |

|                               |           |                        |
| Renn 54’ Veit 58’ Meißner 77’ | Marcatori | 80’ Szubert 90’ Gronau |

| Amburgo 9 aprile 1995, ore 15:00 CEST 25ª giornata | St. Pauli | 0 – 0 referto | Saarbrücken | Millerntor-Stadion (18 702 spett.)\| Arbitro: \| Domurat \| |
| Arbitro:                                           | Domurat   |               |             |                                                             |

| Bochum 16 aprile 1995, ore 15:00 CEST 26ª giornata | Wattenscheid 09 | 0 – 0 referto | St. Pauli | Lohrheidestadion (3 372 spett.)\| Arbitro: \| Fandel \| |
| Arbitro:                                           | Fandel          |               |           |                                                         |

| Arbitro: | Krug |

|            |           |             |
| Driller 7’ | Marcatori | 57’ Prinzen |

| Arbitro: | Werthmann |

|           |           |             |
| Böhme 79’ | Marcatori | 18’ Szubert |

| Arbitro: | Hufgard |

|                |           |           |
| Schweißing 61’ | Marcatori | 81’ Meyer |

| Arbitro: | Haupt |

|                           |           |  |
| Dammann 73’ Scharping 89’ | Marcatori |  |

| Arbitro: | Gettke |

|           |           |             |
| Žukov 39’ | Marcatori | 72’ Trulsen |

| Arbitro: | Best |

|                                                    |           |  |
| Scharping 9’, 43’, 67’ Hollerbach 20’ Savichev 70’ | Marcatori |  |

| Arbitro: | Zerr |

|                 |           |                                    |
| Milovanović 40’ | Marcatori | 5’ Trulsen 65’ Szubert 71’ Pröpper |

| Arbitro: | Brandt-Chollé |

|                                                         |           |  |
| Savichev 20’ Driller 32’ Scharping 37’, 84’ Pröpper 57’ | Marcatori |  |

### Coppa di Germania
| Arbitro: | Keßler |

|                               |           |                                          |
| Markov 60’ Bennert 86’ (rig.) | Marcatori | 20’ Scharping 43’ Hollerbach 82’ Szubert |

| Arbitro: | Hauer |

|                                  |           |                                           |
| Adler 24’ Rusayev 28’ Mencel 83’ | Marcatori | 12’ Savichev 53’, 58’ Pröpper 88’ Szubert |

| Arbitro: | Zerr |

|           |           |                                   |
| Tomaš 65’ | Marcatori | 8’, 71’ Pröpper 33’, 62’ Savichev |

| Arbitro: | Scheuerer |

|                                         |           |                          |
| Lusch 36’ Marschall 50’, 62’ Hengen 85’ | Marcatori | 49’ Savichev 67’ Trulsen |

## Statistiche

### Statistiche di squadra
| Competizione      | Punti | In casa | In casa | In casa | In casa | In casa | In casa | In trasferta | In trasferta | In trasferta | In trasferta | In trasferta | In trasferta | Totale | Totale | Totale | Totale | Totale | Totale | DR  |
| Competizione      | Punti | G       | V       | N       | P       | Gf      | Gs      | G            | V            | N            | P            | Gf           | Gs           | G      | V      | N      | P      | Gf     | Gs     | DR  |
| ----------------- | ----- | ------- | ------- | ------- | ------- | ------- | ------- | ------------ | ------------ | ------------ | ------------ | ------------ | ------------ | ------ | ------ | ------ | ------ | ------ | ------ | --- |
| 2. Bundesliga     | 59    | 17      | 10      | 7       | 0       | 36      | 11      | 17           | 5            | 7            | 5            | 22           | 22           | 34     | 15     | 14     | 5      | 58     | 33     | +25 |
| Coppa di Germania | -     | 0       | 0       | 0       | 0       | 0       | 0       | 4            | 3            | 0            | 1            | 13           | 10           | 4      | 3      | 0      | 1      | 13     | 10     | +3  |
| Totale            | 59    | 17      | 10      | 7       | 0       | 36      | 11      | 21           | 8            | 7            | 6            | 35           | 32           | 38     | 18     | 14     | 6      | 71     | 43     | +28 |

### Andamento in campionato
| Giornata  | 1 | 2  | 3  | 4  | 5  | 6  | 7  | 8  | 9 | 10 | 11 | 12 | 13 | 14 | 15 | 16 | 17 | 18 | 19 | 20 | 21 | 22 | 23 | 24 | 25 | 26 | 27 | 28 | 29 | 30 | 31 | 32 | 33 | 34 |
| --------- | - | -- | -- | -- | -- | -- | -- | -- | - | -- | -- | -- | -- | -- | -- | -- | -- | -- | -- | -- | -- | -- | -- | -- | -- | -- | -- | -- | -- | -- | -- | -- | -- | -- |
| Luogo     | C | T  | C  | T  | C  | T  | C  | T  | C | T  | C  | T  | T  | C  | T  | C  | T  | T  | C  | T  | C  | T  | C  | T  | C  | T  | C  | T  | C  | C  | T  | C  | T  | C  |
| Risultato | N | P  | N  | P  | N  | V  | N  | V  | V | V  | V  | N  | N  | V  | N  | V  | V  | N  | V  | P  | V  | P  | V  | P  | N  | N  | N  | N  | N  | V  | N  | V  | V  | V  |
| Posizione | 9 | 15 | 13 | 15 | 14 | 13 | 15 | 12 | 7 | 6  | 5  | 3  | 5  | 3  | 5  | 3  | 2  | 2  | 1  | 1  | 1  | 4  | 2  | 4  | 4  | 4  | 4  | 4  | 4  | 4  | 3  | 2  | 2  | 2  |

Legenda:

Luogo: C = Casa; T = Trasferta. Risultato: V = Vittoria; N = Pareggio; P = Sconfitta.

### Statistiche dei giocatori
!! colspan="4" | Totale

| Giocatore       | 2. Bundesliga | 2. Bundesliga | 2. Bundesliga | 2. Bundesliga | Coppa di Germania F. Böse | Coppa di Germania F. Böse | Coppa di Germania F. Böse | Coppa di Germania F. Böse | 1        | 0    | 0           | 0          | 0 | 0 | 0 | 0 | 1 | 0 | 0 | 0 |
| Giocatore       | Presenze      | Reti          | Ammonizioni   | Espulsioni    | Presenze                  | Reti                      | Ammonizioni               | Espulsioni                | Presenze | Reti | Ammonizioni | Espulsioni |   |   |   |   |   |   |   |   |
| D. Dammann      | 32            | 2             | 3             | 0             | 4                         | 0                         | 0                         | 0                         | 36       | 2    | 3           | 0          |   |   |   |   |   |   |   |   |
| M. Driller      | 30            | 7             | 6             | 1             | 3                         | 0                         | 0                         | 0                         | 33       | 7    | 6           | 1          |   |   |   |   |   |   |   |   |
| T. Fröhling     | 17            | 0             | 3             | 1             | 3                         | 0                         | 1                         | 0                         | 20       | 0    | 4           | 1          |   |   |   |   |   |   |   |   |
| J. Gronau       | 24            | 1             | 3             | 0             | 3                         | 0                         | 0                         | 0                         | 27       | 1    | 3           | 0          |   |   |   |   |   |   |   |   |
| S. Hanke        | 28            | 0             | 9             | 0             | 4                         | 0                         | 1                         | 0                         | 32       | 0    | 10          | 0          |   |   |   |   |   |   |   |   |
| B. Hollerbach   | 32            | 4             | 11            | 0             | 4                         | 1                         | 0                         | 0                         | 36       | 5    | 11          | 0          |   |   |   |   |   |   |   |   |
| L. Manzi        | 7             | 0             | 0             | 0             | 0                         | 0                         | 0                         | 0                         | 7        | 0    | 0           | 0          |   |   |   |   |   |   |   |   |
| A. Mayer        | 16            | 1             | 3             | 1             | 2                         | 0                         | 0                         | 0                         | 18       | 1    | 3           | 1          |   |   |   |   |   |   |   |   |
| R. Müller       | 5             | 0             | 0             | 0             | 2                         | 0                         | 0                         | 0                         | 7        | 0    | 0           | 0          |   |   |   |   |   |   |   |   |
| C. Pröpper      | 30            | 3             | 3             | 0             | 4                         | 4                         | 2                         | 0                         | 34       | 7    | 5           | 0          |   |   |   |   |   |   |   |   |
| Y. Savichev     | 31            | 10            | 6             | 0             | 3                         | 4                         | 1                         | 0                         | 34       | 14   | 7           | 0          |   |   |   |   |   |   |   |   |
| J. Scharping    | 28            | 12            | 2             | 0             | 4                         | 1                         | 1                         | 0                         | 32       | 13   | 3           | 0          |   |   |   |   |   |   |   |   |
| D. Schlindwein  | 21            | 0             | 9             | 0             | 3                         | 0                         | 2                         | 0                         | 24       | 0    | 11          | 0          |   |   |   |   |   |   |   |   |
| O. Schweißing   | 19            | 3             | 4             | 1             | 0                         | 0                         | 0                         | 0                         | 19       | 3    | 4           | 1          |   |   |   |   |   |   |   |   |
| C. Springer     | 7             | 0             | 1             | 0             | 0                         | 0                         | 0                         | 0                         | 7        | 0    | 1           | 0          |   |   |   |   |   |   |   |   |
| H. Stanislawski | 13            | 1             | 3             | 0             | 2                         | 0                         | 0                         | 0                         | 15       | 1    | 3           | 0          |   |   |   |   |   |   |   |   |
| K. Stisi        | 3             | 0             | 0             | 0             | 1                         | 0                         | 0                         | 0                         | 4        | 0    | 0           | 0          |   |   |   |   |   |   |   |   |
| D. Szubert      | 32            | 6             | 8             | 0             | 4                         | 2                         | 1                         | 0                         | 36       | 8    | 9           | 0          |   |   |   |   |   |   |   |   |
| K. Thomforde    | 29            | 0             | 2             | 0             | 2                         | 0                         | 0                         | 0                         | 31       | 0    | 2           | 0          |   |   |   |   |   |   |   |   |
| A. Trulsen      | 33            | 4             | 7             | 0             | 3                         | 1                         | 2                         | 0                         | 36       | 5    | 9           | 0          |   |   |   |   |   |   |   |   |
| N. Weiland      | 2             | 0             | 0             | 0             | 0                         | 0                         | 0                         | 0                         | 2        | 0    | 0           | 0          |   |   |   |   |   |   |   |   |